# Зельберт, Элизабет
Элизабет Зе́льберт (нем. Elisabeth Selbert; 22 сентября 1896, Кассель — 9 июня 1986, там же) — немецкая юристка и политик, одна из четырёх «матерей Основного закона ФРГ», член Парламентского совета Германии. Благодаря её усилиям в конституцию Германии была включена статья 3, провозглашающая равенство прав мужчин и женщин. Её называли «феминисткой первого часа», чья настойчивость изменила правовой ландшафт послевоенной Германии.

## Биография

### Ранние годы и борьба за образование
Родилась в семье столяра Георга Мюлтера и домохозяйки Магдалины. После школы работала телеграфисткой, чтобы оплатить учёбу. В 1920 году сдала экзамен на адвоката, став одной из первых женщин-юристов Гессена. В диссертации (1925) критиковала дискриминацию внебрачных детей:  

  
«Государство, позволяющее женщине голосовать, но запрещающее распоряжаться телом, лицемерно».  

### Политическая карьера и сопротивление нацизму
Вступила в СДПГ в 1920 году. После прихода к власти нацистов (1933) была лишена адвокатской лицензии за отказ вступать в НСДАП. Втайне помогала семьям жертв режима, используя юридические лазейки. После войны восстановила практику, специализируясь на реституции имущества жертв Холокоста.

### Парламентский совет и статья о равенстве
В 1948 году вошла в Парламентский совет от СДПГ. Настаивала на включении в Основной закон чёткой формулировки о гендерном равенстве. Консервативные депутаты (включая ХДС) выступали против, называя это «угрозой семье». Зельберт организовала кампанию:  
- Собрала 50 000 подписей через женские организации[4].
- Привлекла прессу: статьи в «Frankfurter Rundschau» высмеивали оппонентов[5].
- Выступила с речью 18 января 1949 года:

  
«Равенство не станет реальностью по умолчанию. Его нужно прописать, иначе суды продолжат оправдывать дискриминацию».  

Статья 3 Основного закона была принята в её формулировке. Это позволило в 1957 году отменить законы, запрещавшие женщинам работать без разрешения мужа.

### Поздние годы
После 1950-х годов отошла от политики, разочаровавшись в медленных реформах. В 1956 году награждена орденом «За заслуги перед Федеративной Республикой Германией». Участвовала в антивоенных маршах 1960-х годов.

## Критика
Элизабет Зельберт, несмотря на признание её заслуг, становилась объектом критики как при жизни, так и в современных исследованиях:  

### Историографические оценки
- Историк Барбара Бекер-Яксли утверждала, что Зельберт намеренно минимизировала вклад других участниц Парламентского совета, таких как Фрида Надхайм и Хелен Вебер[6]. В мемуарах 1970-х годов она редко упоминала коллег, акцентируя свою роль.
- Профессор Гизела Нотц отмечала, что формулировка статьи 3 Основного закона всё же осталась компромиссной: «Зельберт добилась буквы закона, но не его духа — суды ещё десятилетия трактовали равенство узко»[7].

### Современные противоречия
- Конфликт с феминистками 1970-х: Активности движения второй волны Зельберт открыто не поддерживала. В интервью 1979 года она назвала требования легализации абортов «излишне радикальными», за что подверглась критике со стороны Алисы Шварцер[8].
- Критика союза с консерваторами: В 1950-х Зельберт сотрудничала с ХДС в вопросах социальной политики, что вызвало недовольство внутри СДПГ. Депутат Эрих Олленхауэр называл её «попутчицей правых»[2].

### Оценки наследия
- Политолог Урсула Мюнх указывает на парадокс: «Зельберт стала символом равенства, но её консервативные взгляды на семью противоречили этому образу»[2].
- В 2010-х годах правые партии Германии (АдГ) использовали её имя в кампаниях против квот для женщин, что вызвало протесты историков[9].

## Наследие
- Премия Элизабет Зельберт (с 1983) — вручается за вклад в гендерное равенство.
- Памятник в Берлине (2001) — в составе мемориала «Матери Основного закона»[10].
- Почтовая марка (2019) — выпущена к 100-летию женского избирательного права[11].

## В культуре
- Фильм «Die Hälfte der Welt gehört uns» (2019) — роль Зельберт исполнила Сильке Дорхельт[12].
- Роман «Verfassungsmütter» (Ута Ранке, 2020) — Зельберт выведена как ключевой персонаж.